# Parroquia de Jackson
La parroquia de Jackson (en inglés: Jackson Parish), fundada en 1845, es una de las 64 parroquias del estado estadounidense de Luisiana. En el año 2000 tenía una población de 15.397 habitantes con una densidad poblacional de 10 personas por km². La sede de la parroquia es Jonesboro.

## Geografía
Según la Oficina del Censo, la parroquia tiene un área total de 1503 km² (580,3 mi²), de la cual 1476 km² (569,9 mi²) es tierra y 27 km² (10,4 mi²) (1.82%) es agua.

### Parroquias adyacentes
- Parroquia de Lincoln - norte
- Parroquia de Ouachita - noreste
- Parroquia de Caldwell - sureste
- Parroquia de Winn - sur
- Parroquia de Bienville - oeste

## Carreteras
- U.S. Highway 167
- Carretera Estatal de Luisiana 4
- Carretera Estatal de Luisiana 34

## Demografía
En el 2000 la renta per cápita promedia de la parroquia era de $28,352, y el ingreso promedio para una familia era de $36,317. En 2000 los hombres tenían un ingreso per cápita de $31,977 versus $19,992 para las mujeres. El ingreso per cápita para la parroquia era de $15,354. Alrededor del 19.80% de la población estaba bajo el umbral de pobreza nacional.

## Comunidades
| - Chatham - East Hodge | - Eros - Hodge | - Jonesboro - North Hodge | - Quitman |